# Calyptophilus
Calyptophilus Cory, 1884 è un genere di uccelli passeriformi endemico dell'isola di Hispaniola. È l'unico genere della famiglia Calyptophilidae.

## Tassonomia
Il genere comprende le seguenti specie:
- Calyptophilus tertius Wetmore, 1929
- Calyptophilus frugivorus (Cory, 1883)